# گروه کارلایل

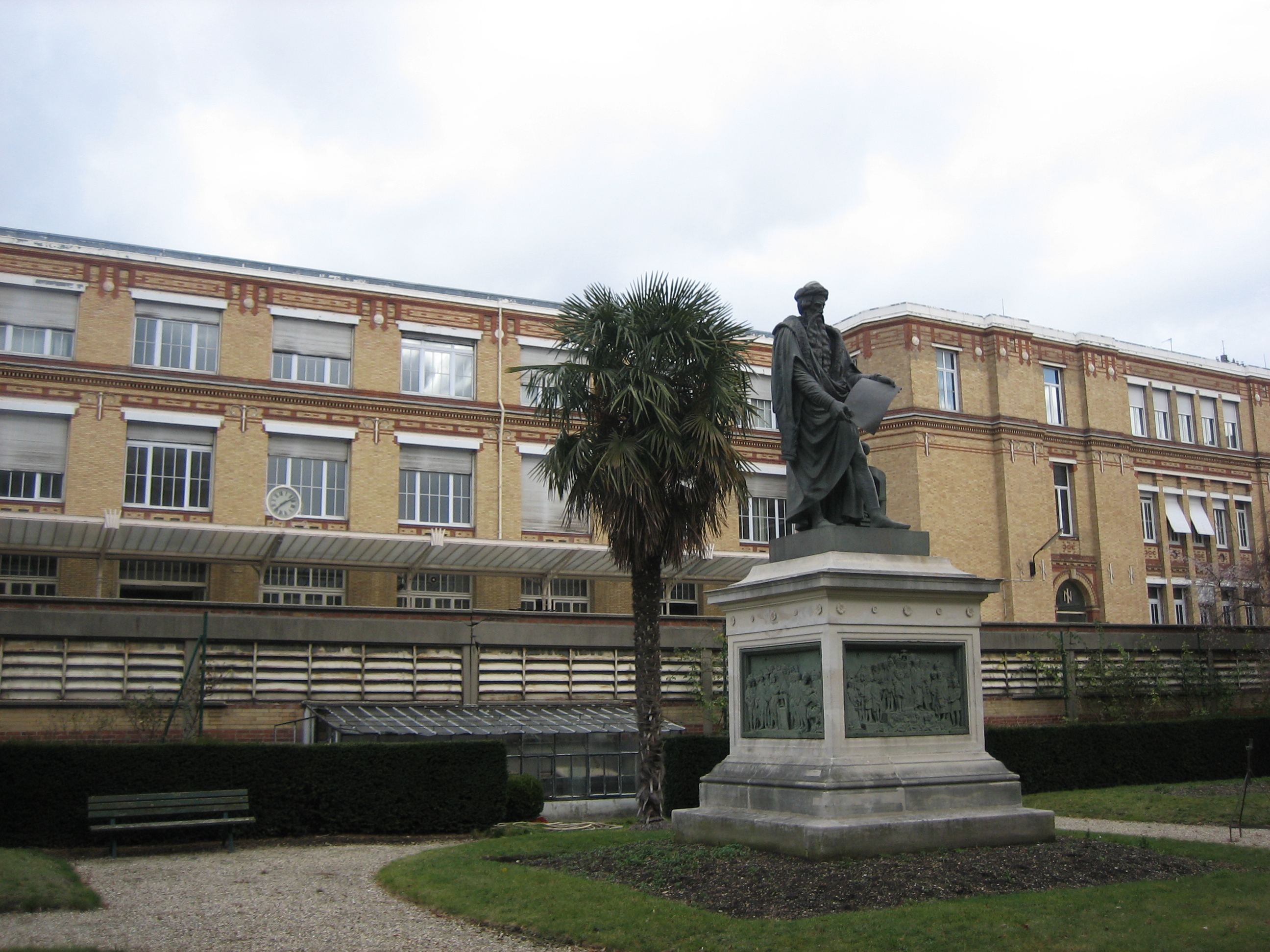
ساختمان اداری گروه کارلایل در پاریس

گروه کارلایل (به انگلیسی: Carlyle Group) شرکت خدمات مالی آمریکایی است، که در زمینه مبادلات سهام اختصاصی، سرمایه‌گذاری خطرپذیر و مدیریت سرمایه‌گذاری در املاک و مستغلات، مدیریت صندوق‌های سرمایه‌گذاری و نیز سرمایه‌گذاری در حوزه‌های صنایع دفاعی، هوافضا، مخابرات، خودروسازی، حمل‌ونقل، رسانه‌های گروهی، تولید انرژی‌های پایدار و تولید برق فعالیت می‌کند.
شرکت کارلایل در سال ۱۹۸۷ به‌عنوان یک شرکت سرمایه‌گذاری، با مشارکت ۵ بازرگان آمریکایی بنام‌های ویلیام کانوی، استفن ال. نوریس، دیوید روبنستین، دنیل دنیلو و گرگ روزنبام تأسیس شد و در حال حاضر با سرمایه در گردشی معادل ۲۰۱ میلیارد دلار، به‌عنوان سومین مبادله‌کننده سهام اختصاصی در جهان شناخته می‌شود. دفتر مرکزی این شرکت در شهر واشینگتن، دی. سی.، ایالات متحده آمریکا قرار دارد و بخشی از سهام آن در بازار بورس نزدک معامله می‌شود. شرکت کارلایل دارای سهام در بیش از ۲۰۰ شرکت مختلف بوده که برای نمونه می‌توان به شرکت‌های؛ فری‌اسکیل، بوز آلن همیلتون، کیندر مورگان، هرتز و نیلسون کمپانی اشاره نمود. این شرکت همچنین در بیش از ۲۵۰ پروژه ساخت و ساز در کشورهای مختلف مشارکت دارد.